# Warrior Sports

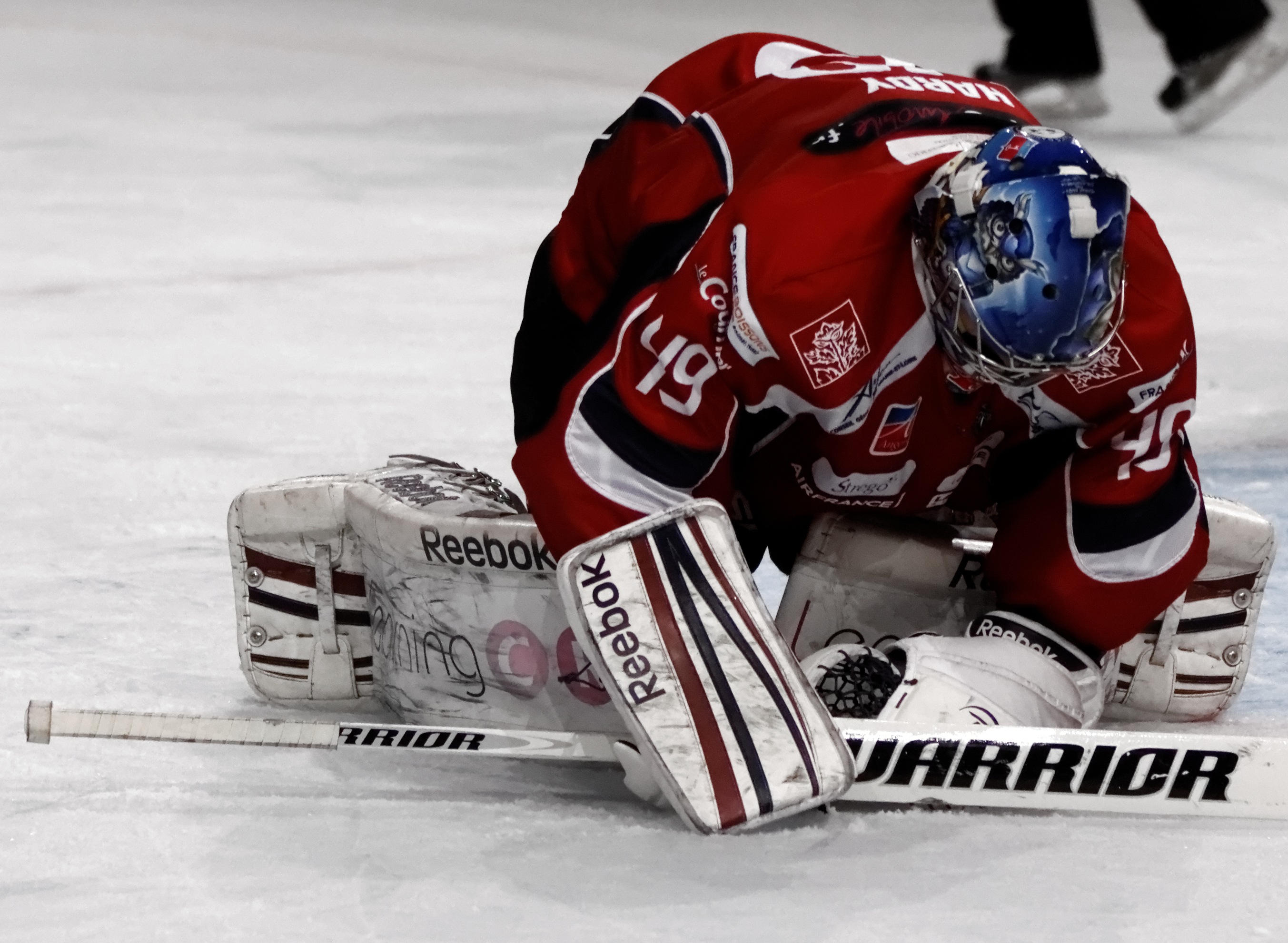
Ishockeyklubba från Warrior

Warrior Sports är en amerikansk tillverkare av sportkläder och sportutrustning under märket Warrior. Warrior Sports är verksamt inom lacrosse, ishockey och fotboll och har sitt huvudkontor i Warren, Michigan. Warrior Sports grundades 1992 av den tidigare lacrossespelaren David Morrow. 2004 köptes bolaget upp av New Balance. 2011 inledde man satsningen på Europa när man skrev kontrakt med Liverpool FC. 